# روبرتو (لاعب كرة قدم مواليد 1977)
روبرتو (بالبرتغالية: Roberto Alcântara Ballesteros) هو لاعب كرة قدم برازيلي في مركز الهجوم، ولد في 25 يوليو 1977 في أوساسكو في البرازيل. لعب مع نادي أروكا ونادي جوفنتودي ونادي فيلا نوفا ونادي فييرينسي ونادي ليتشويس.

## وصلات خارجية
- روبرتو (لاعب كرة قدم مواليد 1977) على موقع قاعدة بيانات كرة القدم.إي يو (الإنجليزية)